# Svart blommossa
Svart blommossa (Schistidium trichodon) är en bladmossart som beskrevs av Josef Poelt 1953. Svart blommossa ingår i släktet blommossor, och familjen Grimmiaceae. Enligt den finländska rödlistan är arten nära hotad i Finland. Arten är reproducerande i Sverige. Artens livsmiljö är kalkstensklippor och kalkbrott. Inga underarter finns listade i Catalogue of Life.

## Bildgalleri

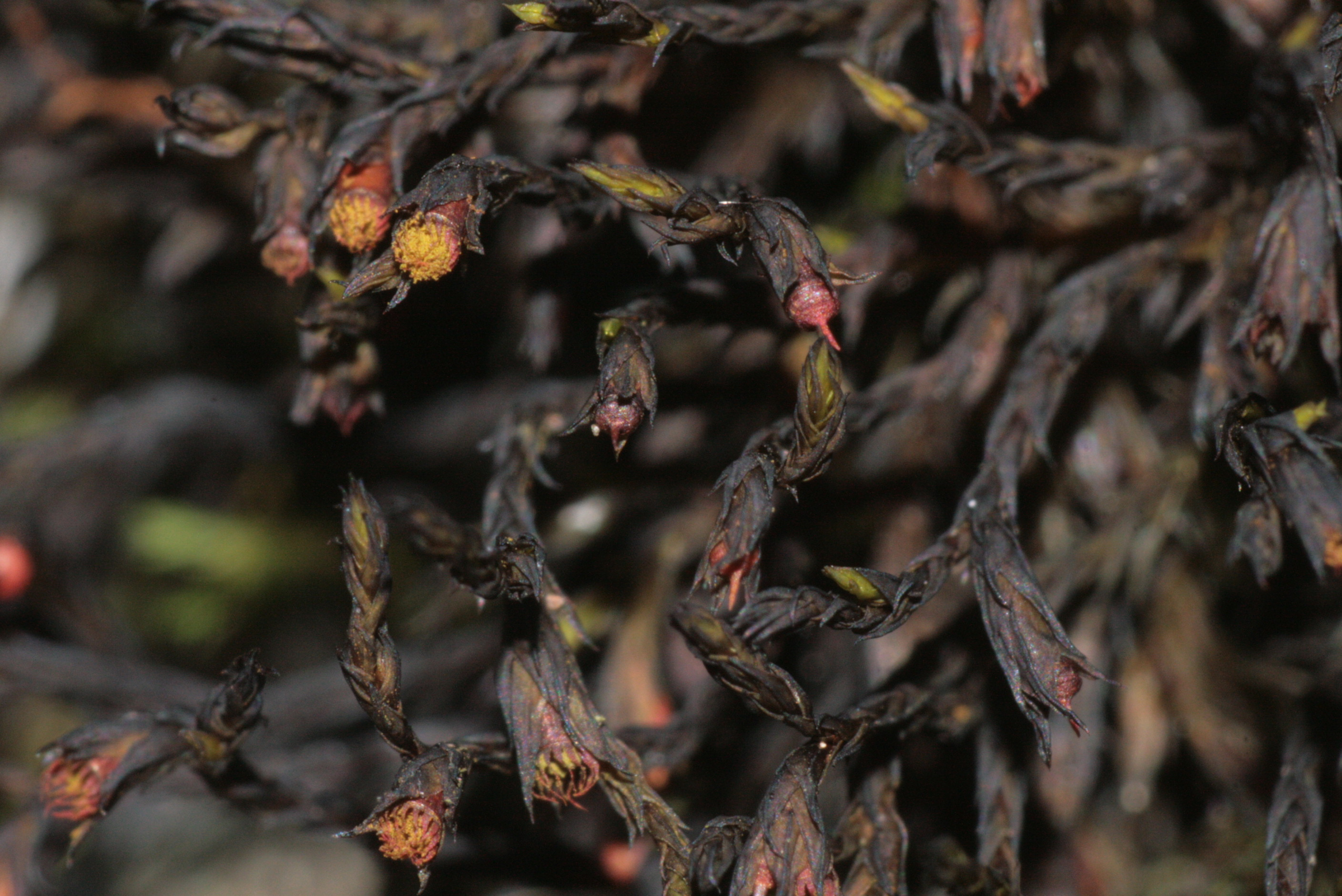
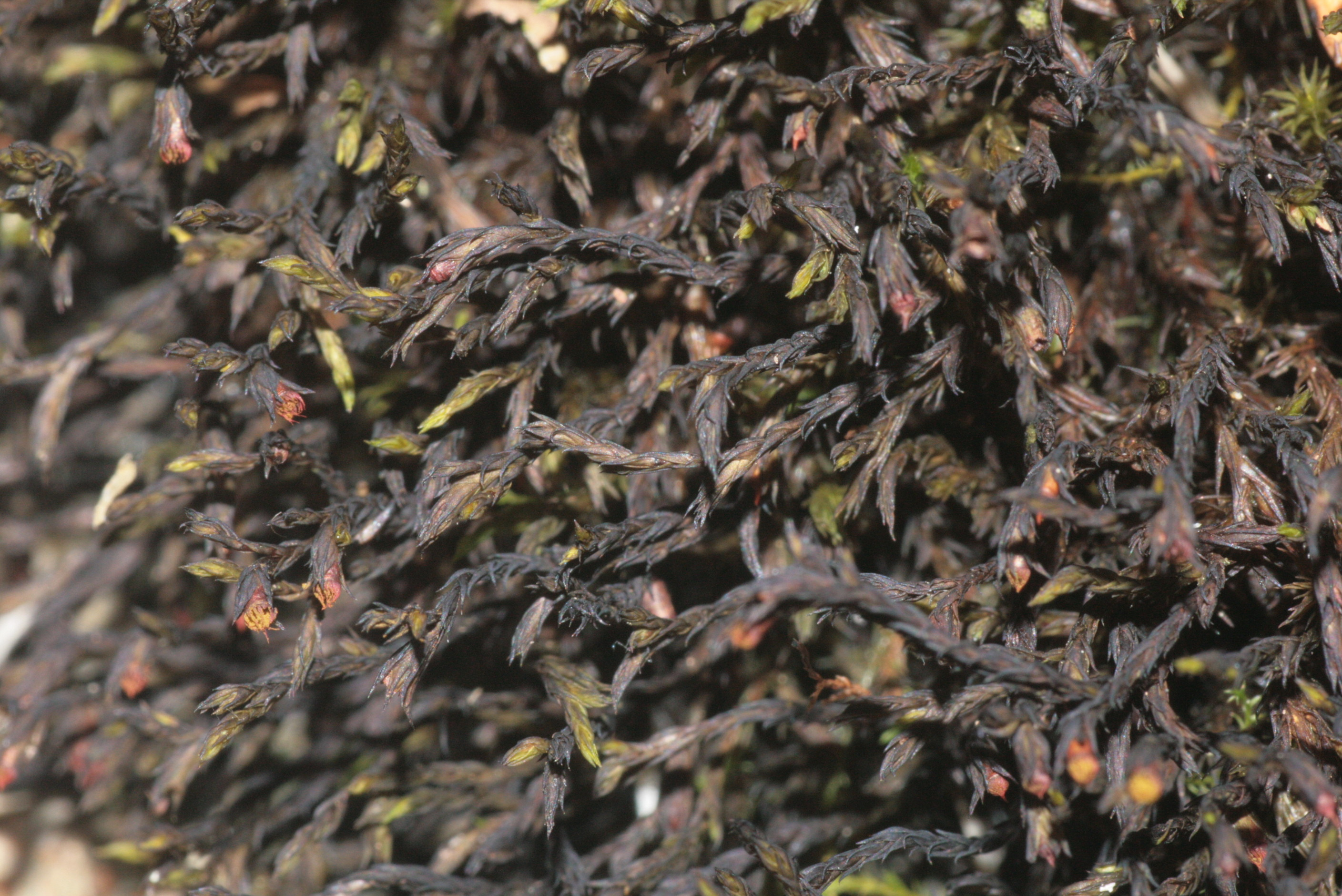
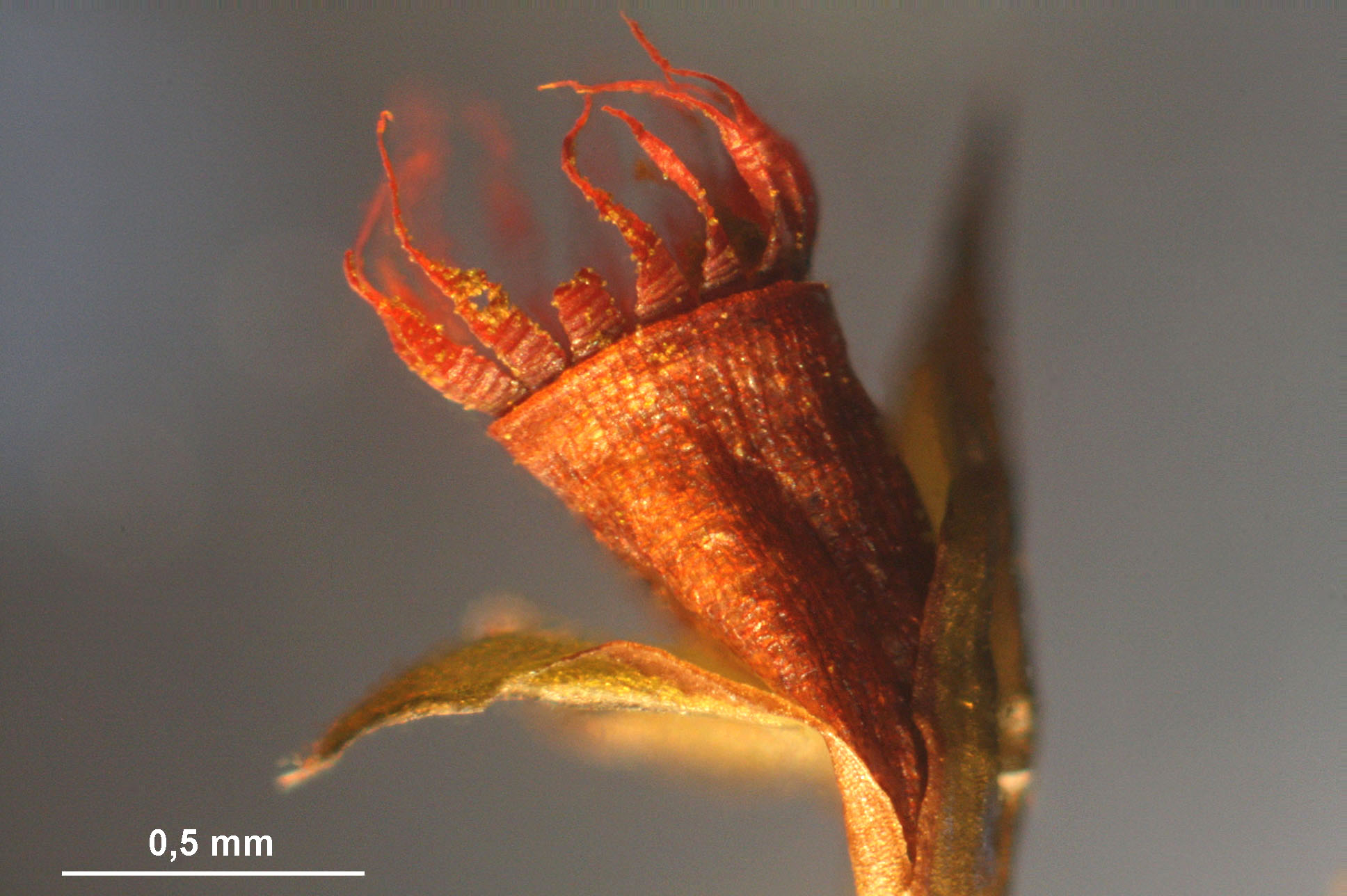
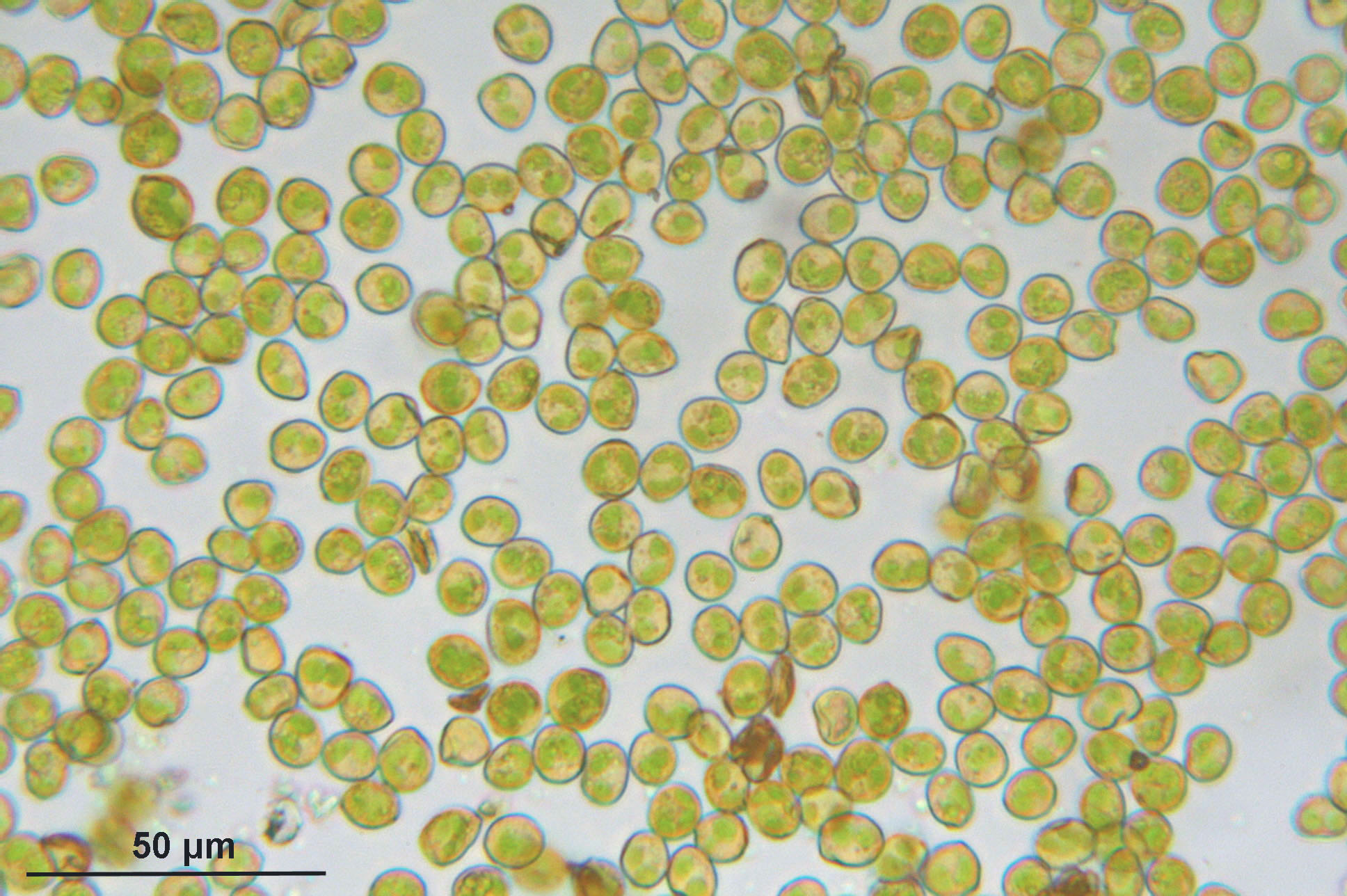